# Андреева фон Скилондз, Аделаида
Аделаида Андреева фон Скилондз (швед. Adelaide Andrejewa von Skilondz, также Adelaide von Skilondz и Madame Skilondz; 1882—1969) — русская и шведская оперная певица (сопрано) и педагог пения русского происхождения.

## Биография
Родилась 27 января (8 февраля по новому стилю) 1882 года в Санкт-Петербурге в семье военного полковника Лео Андреева и его жены Аделаиды Кристман, была одной из их трёх дочерей.
Рано увлёкшись музыкой, уже в возрасте шести лет девочка освоила несколько сонат Бетховена. Затем получила подготовку в качестве концертного пианиста у Феликса Блюменфельда в Санкт-Петербургской консерватории (а также в классе Натальи Ирецкой). В 1904 году дебютировала в петербургском Народном доме, также пела в театре Петербургской консерватории. Затем изучала композицию у Анатолия Лядова и гармонию у Николая Римского-Корсакова. За полученные высокие оценки во время учёбы, родители предложили Аделаиде поехать для продолжения образования за границу. Она выбрала Швецию и остановилась в Норрланде.
Аделаида появилась в Мариинском театре в 1908 году, где исполнила роль Шамаханской царицы в «Золотом петушке» Н. А. Римского-Корсакова. С 1910 года она стала работать в Берлине в Немецкой опере, дебютировав в опере Мейербера «Гугеноты» Между 1912 и 1913 годами ею было исполнено около пятидесяти арий, в том числе в «Волшебной флейте» и в «Ромео и Джульетте». Другими выдающимися ролями певицы были Джильда в «Риголетто», Виолетта в «Травиате» и Татьяна в «Евгении Онегине».
После начала Первой мировой войны Андреева фон Скилондз переехала в Стокгольм, где она выступала в опере до 1920 года и в концертных спектаклях до 1930 года. Работала в Королевской опере с небольшим перерывом, который был вызван работой в Хельсинки в Финской национальной опере в 1915 году. За время работы в Стокгольме певица участвовала в 250 оперных спектаклях, в 37 из которых — в роли Царицы ночи в «Волшебной флейте».
В Стокгольме Аделаида Андреева фон Скилондз также работала преподавателем вокала, открыв певческую школу в своей квартире на улице Strandvägen. Занятия она проводила каждый день. Среди её учеников были Элизабет Седерстрём, Керстин Мейер, Керстин Деллерт, Иса Квенсель, Стина-Бритта Меландер, Рут Моберг, Инга Сундстрём, Ева Притц и другие. В её школу пения подавали заявки и мужчины, в том числе теноры Арне Ольсон, Гёста Бьёрлинг и Карл Густав Свингель, а также Карл-Аксель Халльгрен (баритон) и Ким Борг (бас).
Андреева фон Скилондз получила медаль Litteris et Artibus в 1917 году. 30 ноября 1921 года она была избрана иностранным членом № 247 Королевской музыкальной академии и переведена в 1930 году в число шведских членов с № 601 после того, как стала гражданкой Швеции.
Умерла 5 апреля 1969 года в Стокгольме и была похоронена на городском кладбище Скугсчюркогорден.
Многие произведения певицы были записаны на разных студиях грамзаписи. Илья Ефимович Репин создал в 1915 году портрет певицы.